# Клиши-ла-Гаренн
Клиши (фр. Clichy-la-Garenne, Клиши-ла-Гаренн) — коммуна во французском департаменте О-де-Сен, расположенная непосредственно к северо-западу от Парижа (6,4 км от Лувра). Население — 61 070 жителей (2017).

## География
К северу от Клиши расположен Аньер-сюр-Сен, к востоку — Сент-Уэн, к югу — XVII округ Парижа, к западу — Леваллуа-Перре.
Северо-западная граница Клиши проходит по Сене, юго-восточная — по автостраде Периферик, юго-западная — по железнодорожной линии Париж — Коломб, которая отделяет Клиши от Леваллуа-Перре. В восточной части города раскинулся большой парк Рожера Саленьро, в западной части — Парк импрессионистов, в южной части — маленький парк Марселя Бика.

## История
В VI веке в записях впервые появляется название Clippiacum, позже изменённое на Clichiacum (что означает «имение Клеппия», некоего галло-римского землевладельца). Во времена Меровингов в Клиши располагалась резиденция короля Дагоберта.
В XIII веке здешние земли использовались под королевские охотничьи угодья, благодаря чему местность получила название Клиши-ла-Гаренн (от Warren — огороженный заповедник или заказник). 
В 1612—1625 годах благодаря усилиям местного священника Викентия де Поля в Клиши была выстроена новая церковь, сегодня носящая его имя.
Во время Великой французской революции Клиши-ла-Гаренн был переименован в Клиши-ла-Патриоте, поскольку слово garenne напоминало людям о феодальных привилегиях монархов. После революции коммуна официально стала именоваться Клиши. 
В 1830 году часть территории Клиши стала самостоятельной коммуной Батиньоль-Монсо. В 1860 году Париж присоединил к свой территории значительные земли, в том числе Батиньоль-Монсо (большая часть коммуны вошла в состав XVII округа, сегодня это земли вокруг парижского кладбища Батиньоль, а небольшая часть была возвращена Клиши). 
В 1867 году на части территории коммун Клиши и Нёйи-сюр-Сен была образована новая коммуна — Леваллуа-Перре. Во второй половине XIX — первой половине XX века Клиши становится промышленным пригородом Парижа.

## Население
По состоянию на 1999 год 70,9 % жителей Клиши родились в метрополии, 20 % — вне 15 старых стран Евросоюза (главным образом выходцы из Восточной Азии, Северной и Центральной Африки), 4,1 % — в 15 старых странах Евросоюза, 2,6 % — за рубежом, имея французское гражданство (главным образом в Алжире и других колониях), и 2,4 % — в заморских территориях Франции.
В Клиши имеются общины выходцев из Алжира, Туниса, Марокко, Мали, Гвинеи, Кот-д’Ивуара, Камеруна, с Комор и Гаити.

### Религия
В Клиши имеются общины католиков, мусульман, протестантов и иудеев. Приходы Клиши входят в состав епархии Нантера. В городе расположены католические церковь Сен-Винсен-де-Поль, церковь Сен-Медар и церковь Нотр-Дам. Также в Клиши находятся исламский центр и синагога Бет-эль-Шелану.

## Экономика
Клиши является важным деловым районом, здесь расположены штаб-квартиры корпораций L’Oréal (парфюмерия и косметика), Monoprix (сеть универсамов и супермаркетов), Bic (производство авторучек и зажигалок), Sony France (электроника и индустрия развлечений), Trace Group (телевидение, радио и телекоммуникации, в том числе канал Trace Urban).
Основными работодателями в Клиши являются предприятия розничной торговли (супермаркеты Aldi, Lidl, Carrefour, Casino, E.Leclerc, Franprix и Price Market), финансового сектора (отделения BNP Paribas, Société Générale, Crédit Agricole, LCL, Groupe Caisse d'Épargne и Crédit du Nord), гостиничного сектора (Holiday Inn Paris Porte de Clichy, Ibis Paris Porte de Clichy, Ibis Clichy Centre Mairie, Ibis Budget Paris Clichy Mairie, Grand Hôtel Clichy Paris, Aparthotel Adagio, Median Paris Congrès, Appart'City Paris Clichy Mairie) и сферы услуг (ремонтные мастерские, прачечные, пункты проката автомобилей, почтовые отделения).

## Транспорт

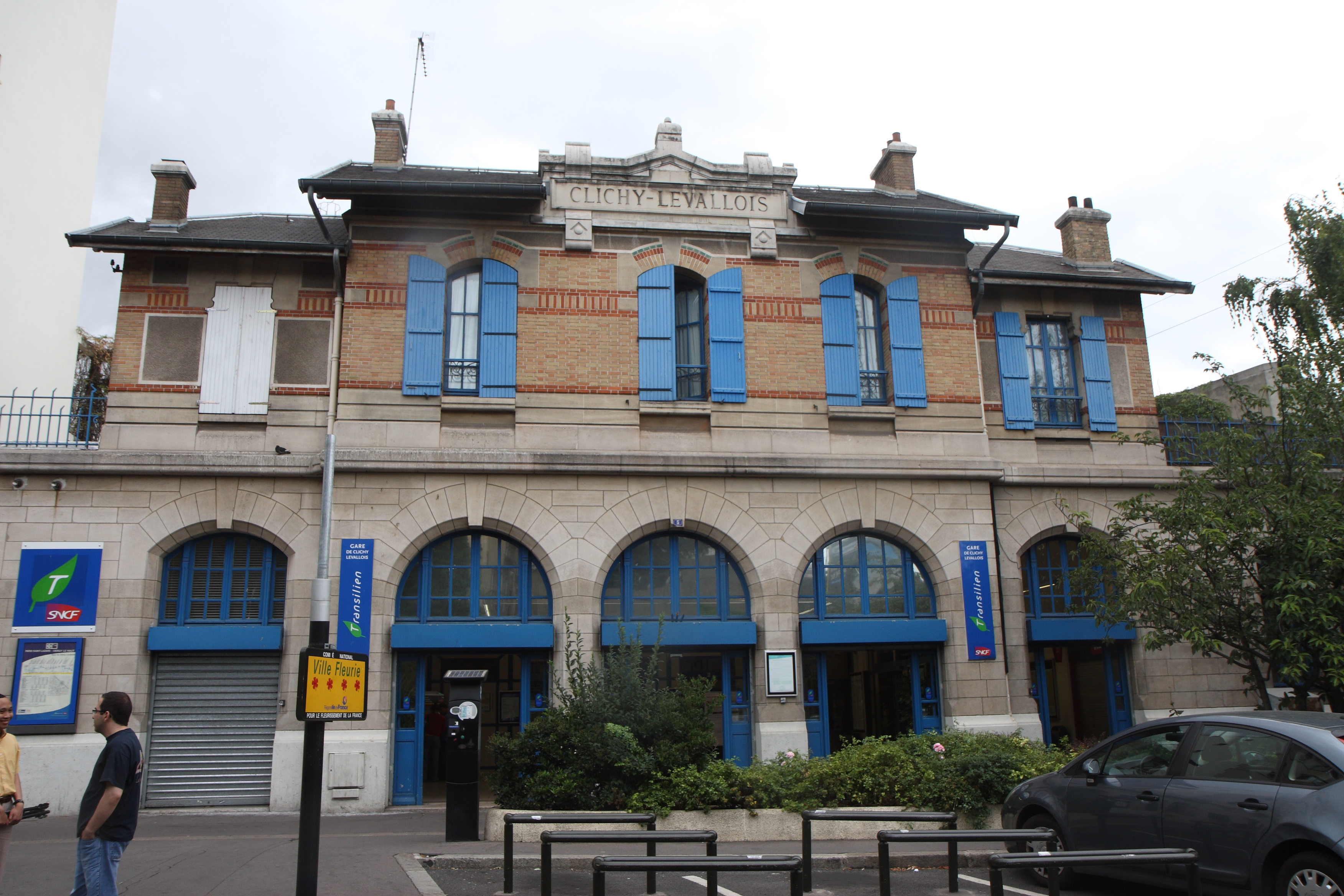
Станция Клиши-Леваллуа

Город соединен с Парижем веткой скоростной железной дороги SNCF: линия L идёт от вокзала Сен-Лазар через станцию Клиши-Леваллуа и далее уходит на северо-запад.  
Также через Клиши проходит 13-я линия парижского метро: на территории города находится единственная станция Мэри-де-Клиши.
В пределах Клиши расположено три автомобильных моста через Сену: мост Аньер (1912), мост Клиши (1975) и мост Женнвилье (1921), а также железнодорожный мост Аньер (расположен рядом с автомобильным) и виадук метрополитена (расположен параллельно мосту Клиши).
Важнейшей автомобильной магистралью Клиши является бульвар Периферик, который проходит вдоль юго-восточной границы города. Другие оживлённые улицы — набережная Клиши, бульвар Жана Жореса, бульвар генерала Леклерка, улица Мартр, улица Анри Барбюса и улица генерала Роже. Автобусные перевозки между Клиши, Парижем и другими частями Иль-де-Франс осуществляет государственная компания RATP. Ночные рейсы осуществляет компания Noctilien — подразделение группы Île-de-France Mobilités.

## Культура
В Клиши имеется несколько театров, в том числе Théâtre Rutebeuf. В Вандомском павильоне, построенном в XVII веке, сегодня базируется центр современного искусства.
В Клиши проходили съёмки следующих фильмов: «Столь долгое отсутствие» (1961), «Красный круг» (1970), «Последнее метро» (1980), «Инкассатор» (2004), «Враг государства № 1» и «Враг государства № 1: Легенда» (2008), «Нежность» (2011).

## Образование и наука
В Клиши 22 начальные школы, три средние школы и две старшие школы. Также в городе базируется научно-исследовательский центр компании L’Oréal.

## Здравоохранение

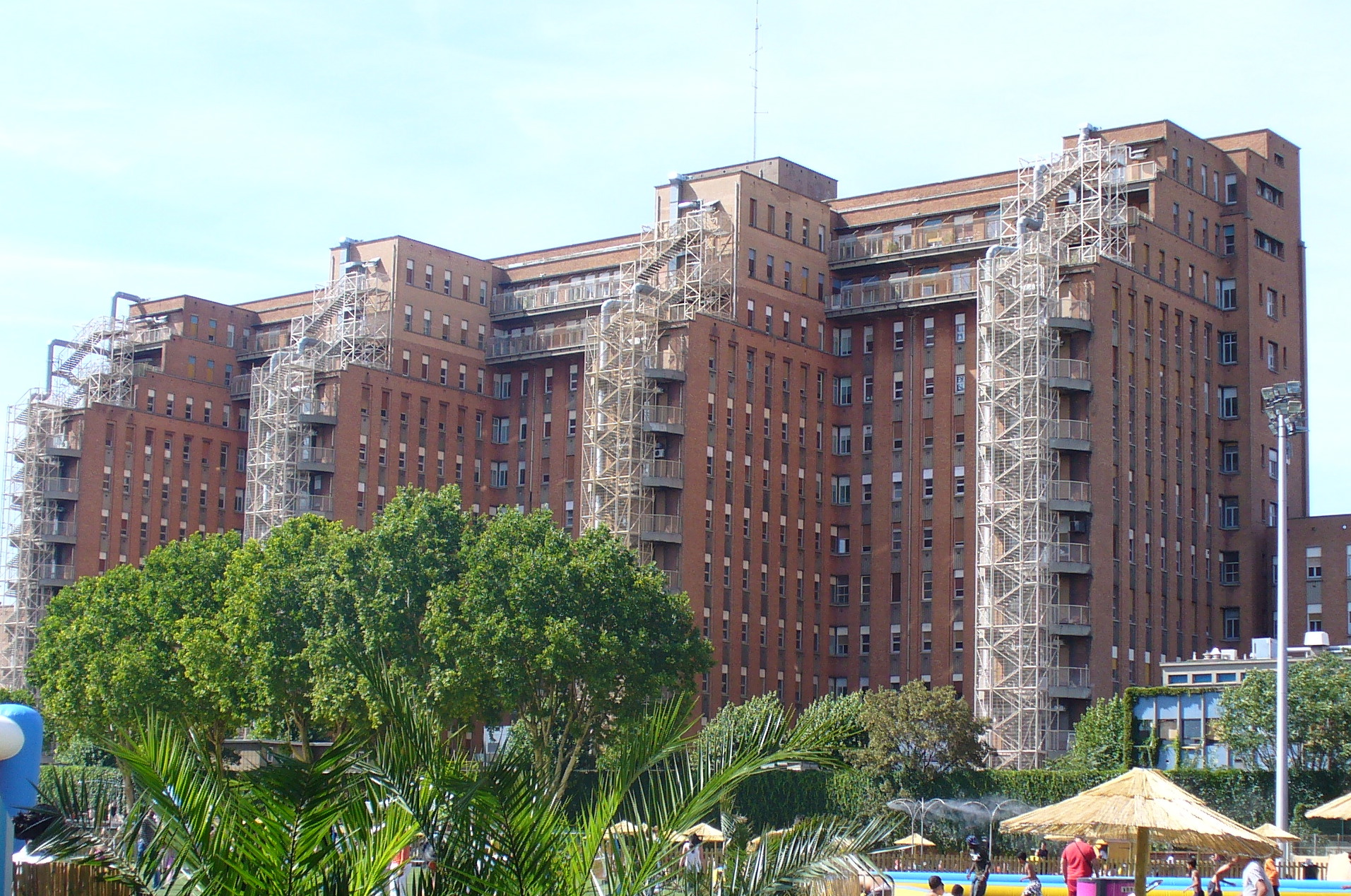
Больница Божон

В Клиши расположена большая больница Божон (Hospital Beaujon).

## Известные уроженцы
В Клиши родились писатель и адвокат Антуан Геннекен (1786), воздухоплаватель Эжен Годар (1827), танцовщица Ла Гулю (1866), дипломат Морис Дежан (1899), преступник Жак Мерин (1936), актриса Марина Влади (1938), дзюдоист Жан-Люк Руж (1949), экономист Тома Пикетти (1971), боксёр Сулейман Мбайе (1975), шпажист Эрик Буасс (1980), тхэквондистка Гвладис Эпанг (1983), бегунья Фета Ахамада (1987) и футболист Сесе-Франк Пепе (1996).
Среди знаменитых жителей Клиши — композиторы Клод Дебюсси, Жорж Бизе и Оливье Мессиан, художник Анри Тулуз-Лотрек, писатели Луи-Фердинанд Селин и Генри Миллер.

## Города-побратимы
- Хайденхайм-ан-дер-Бренц, Германия (1959)
- Санкт-Пёльтен, Австрия (1969)
- Санту-Тирсу, Португалия (1990)
- Саутуарк, Великобритания (2005)
- Руби, Испания (2005)

## Галерея

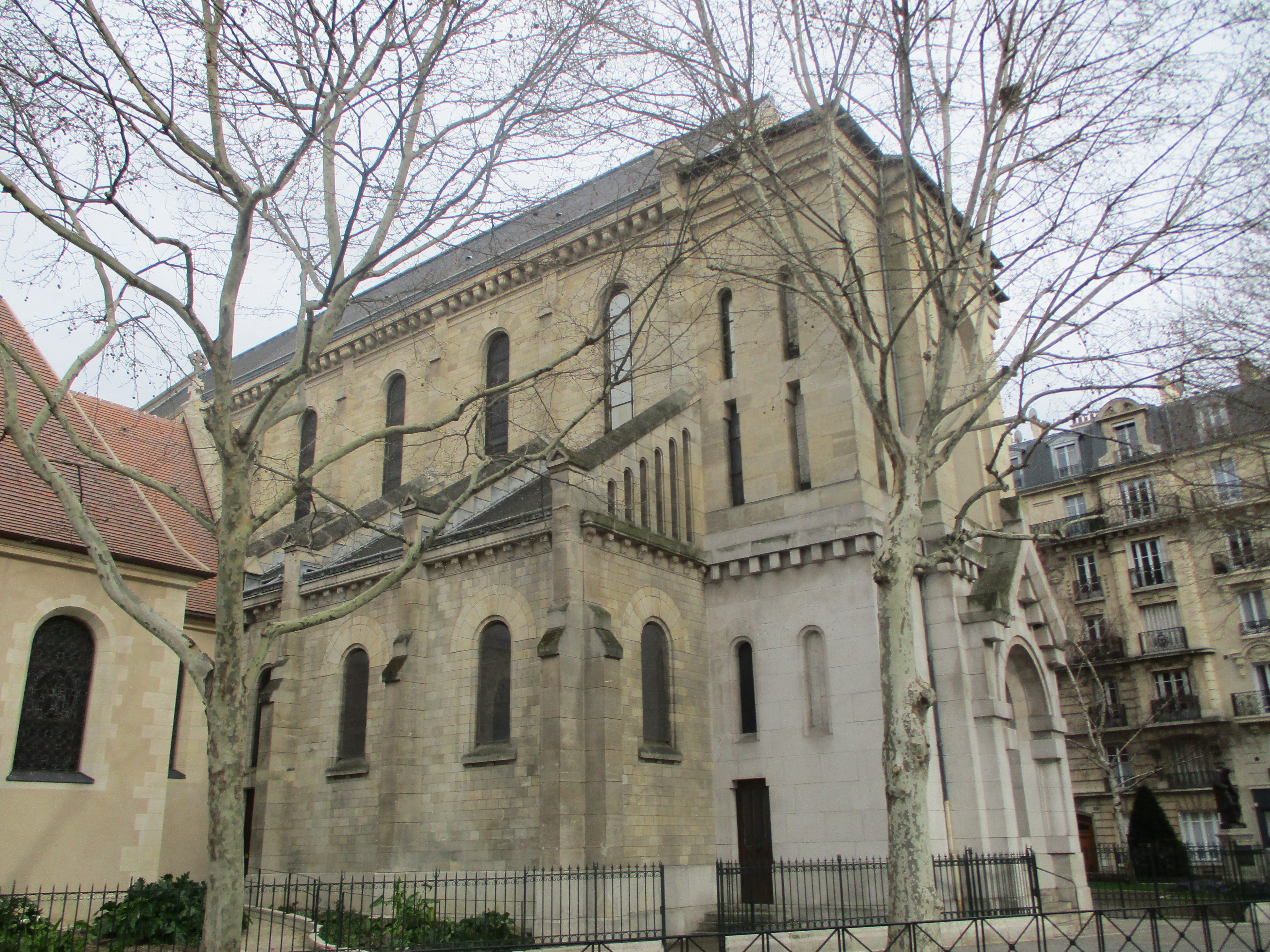
Церковь Сен-Винсен-де-Поль
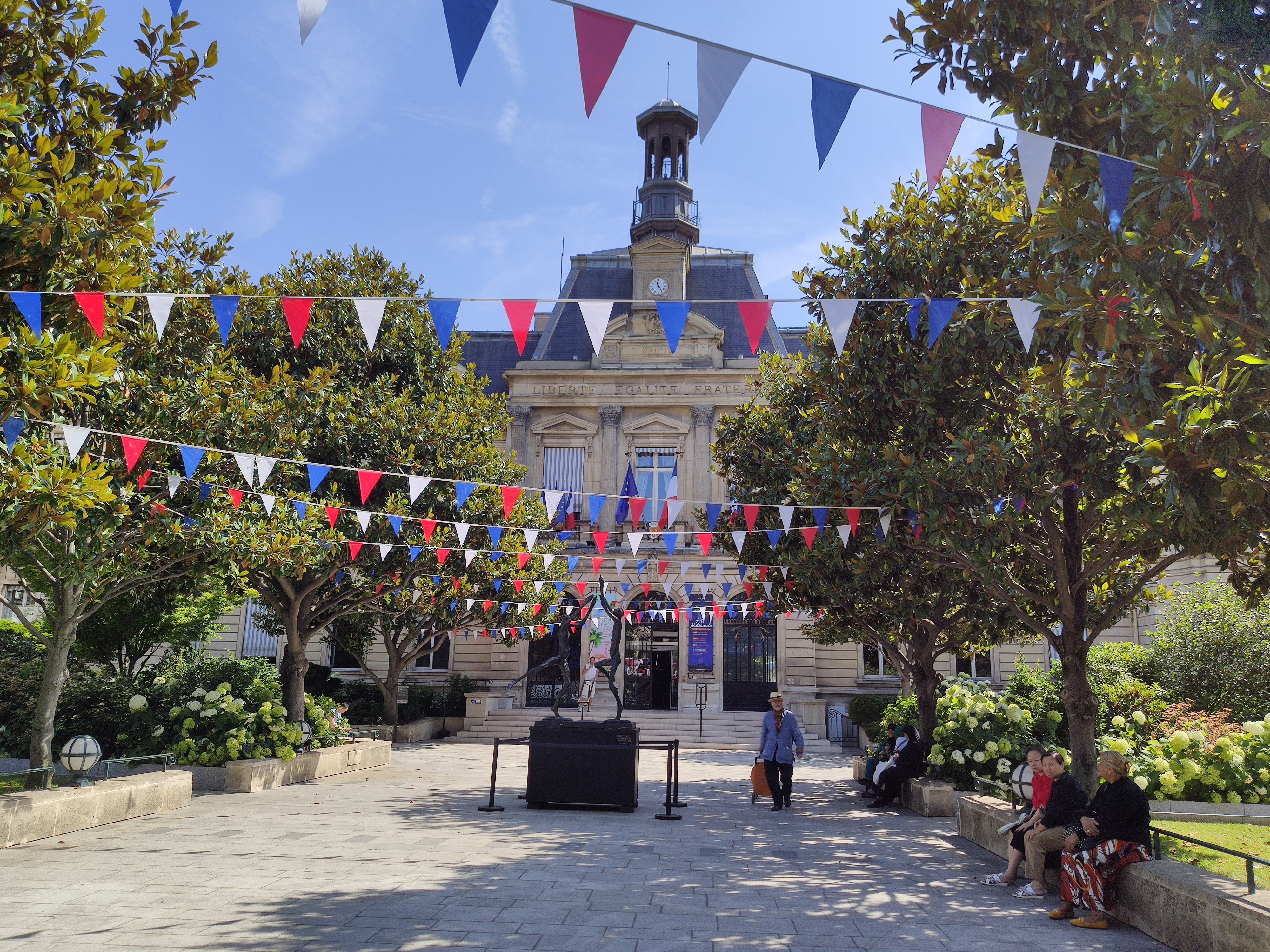
Мэрия
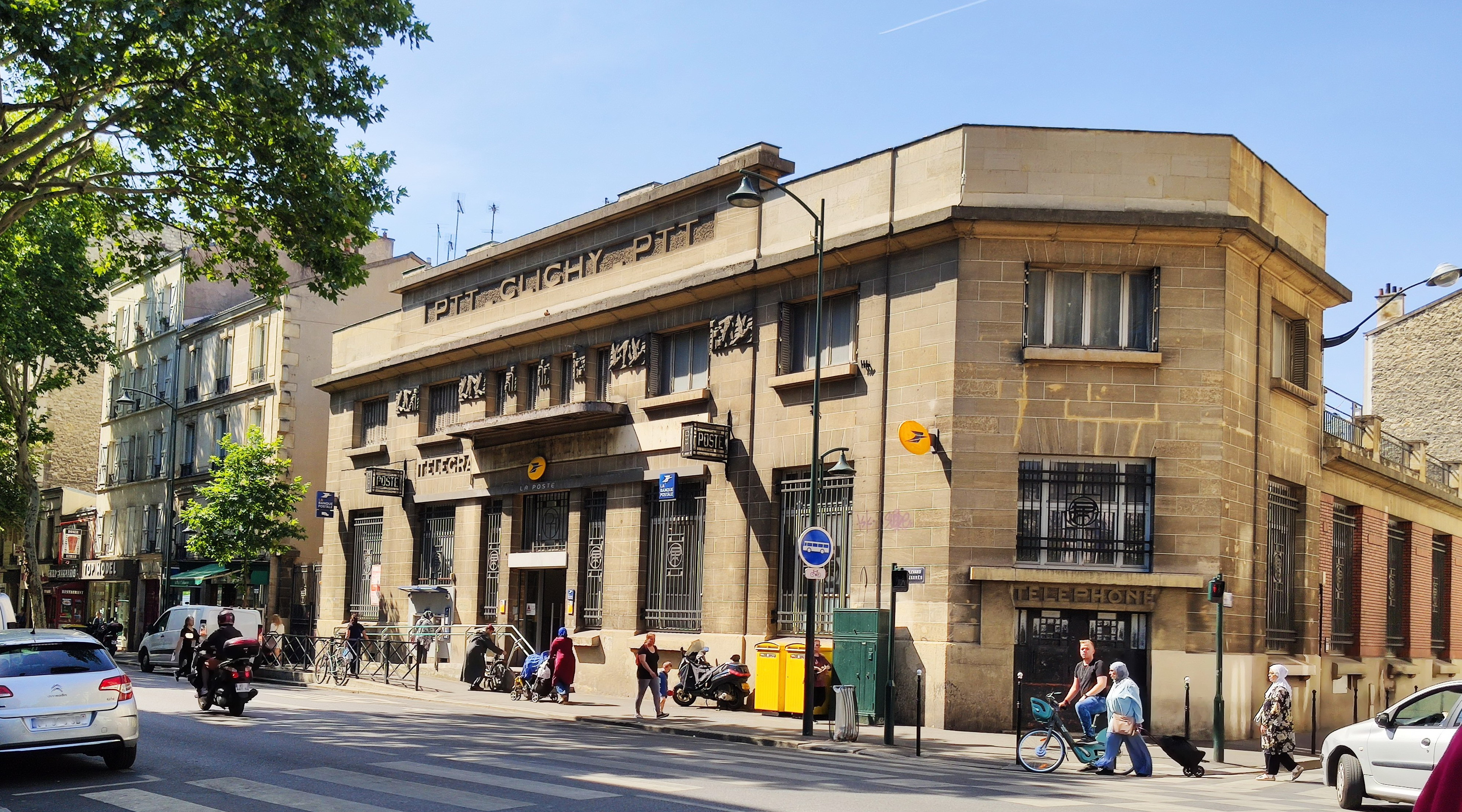
Почтовое отделение
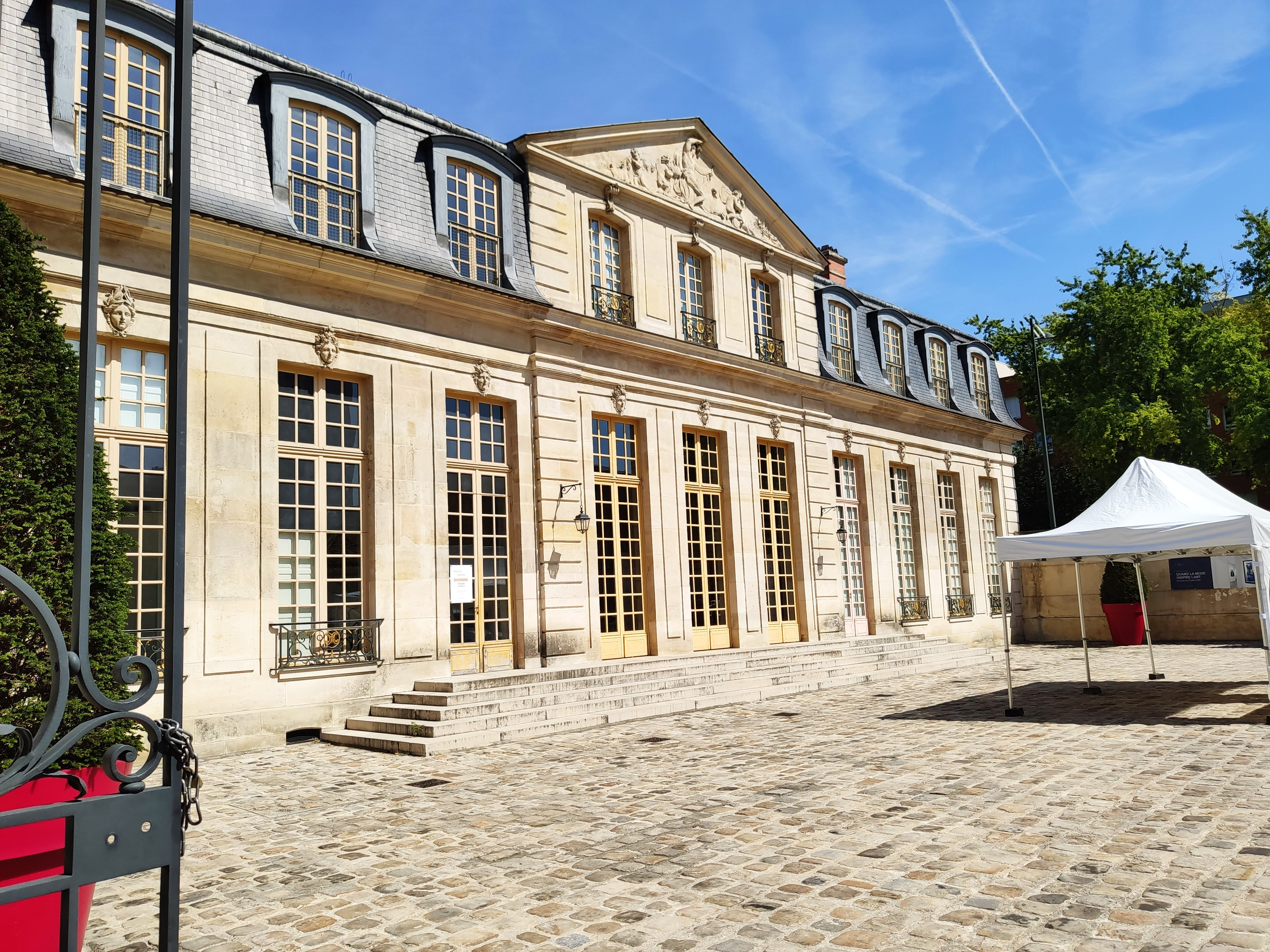
Вандомский павильон
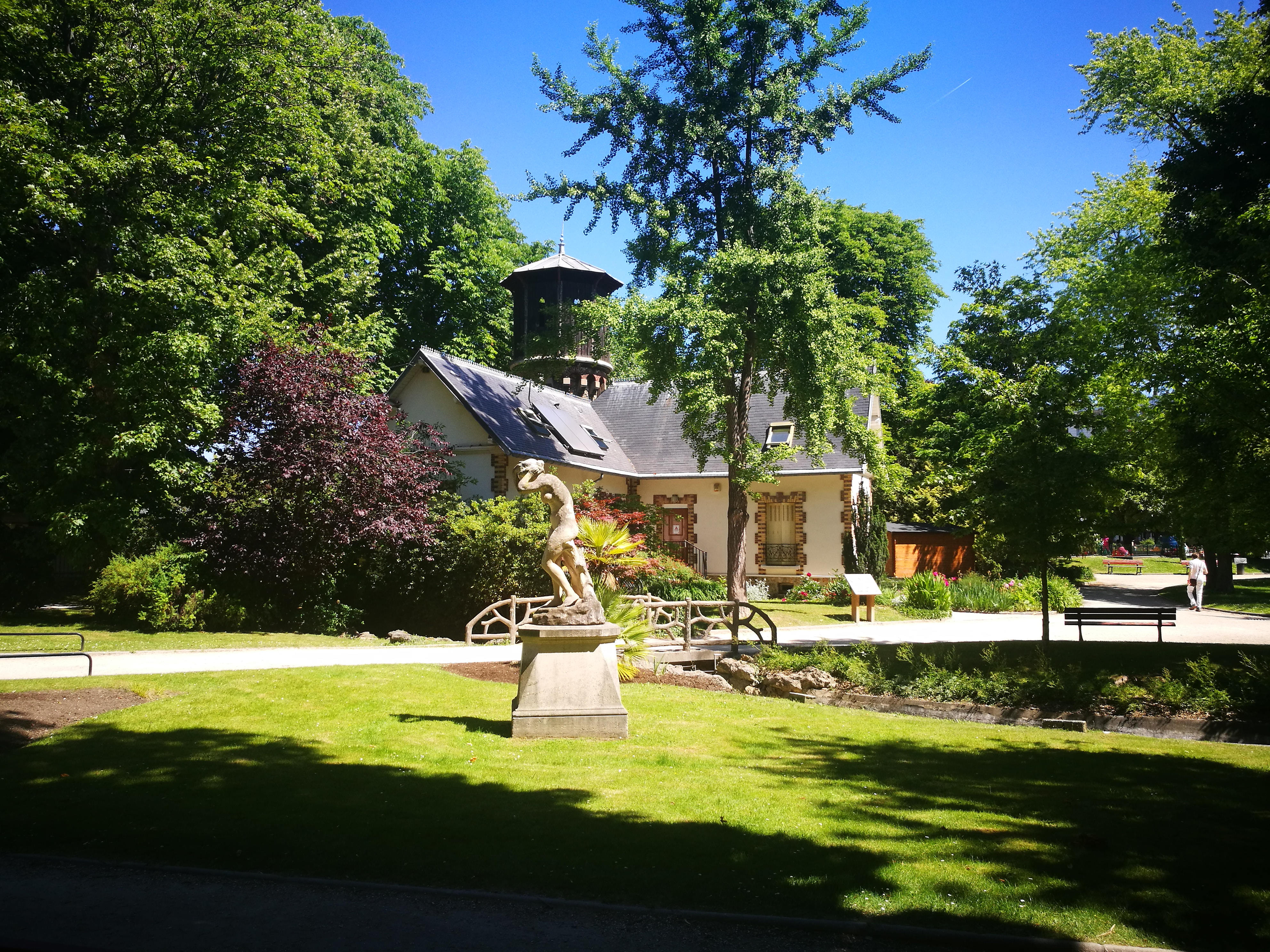
Парк Рожера Саленьро
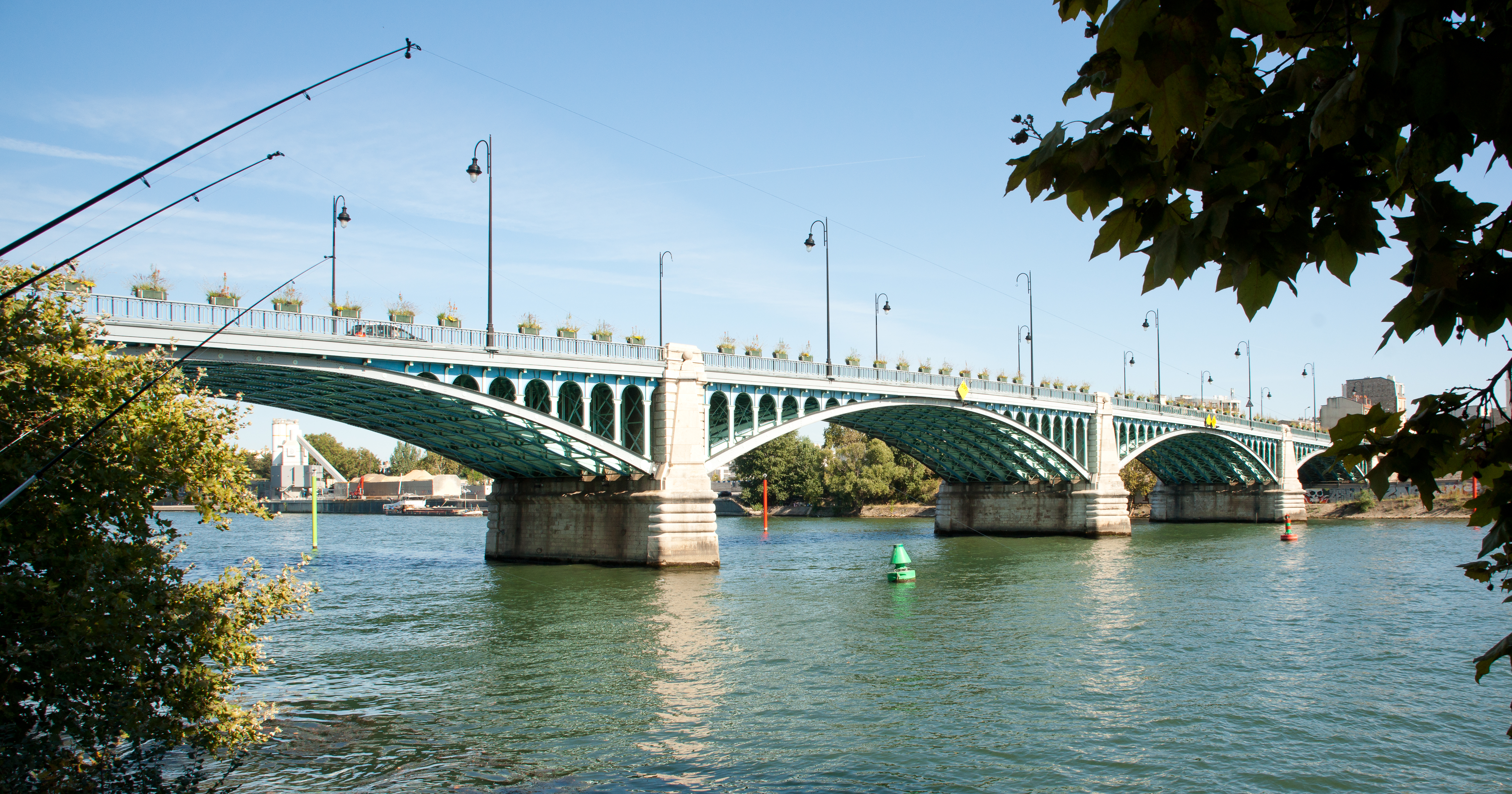
Мост Аньер
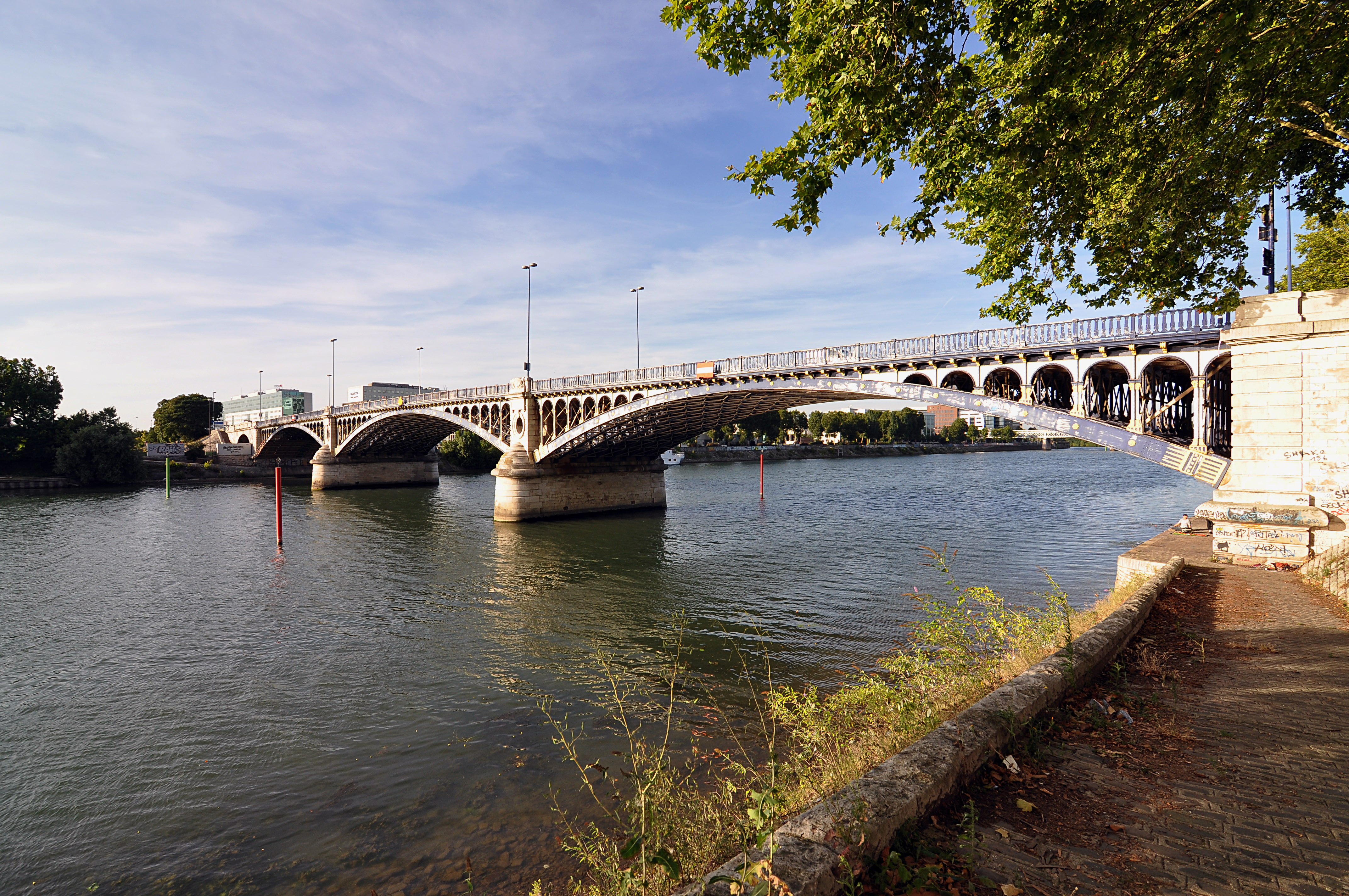
Мост Женнвилье
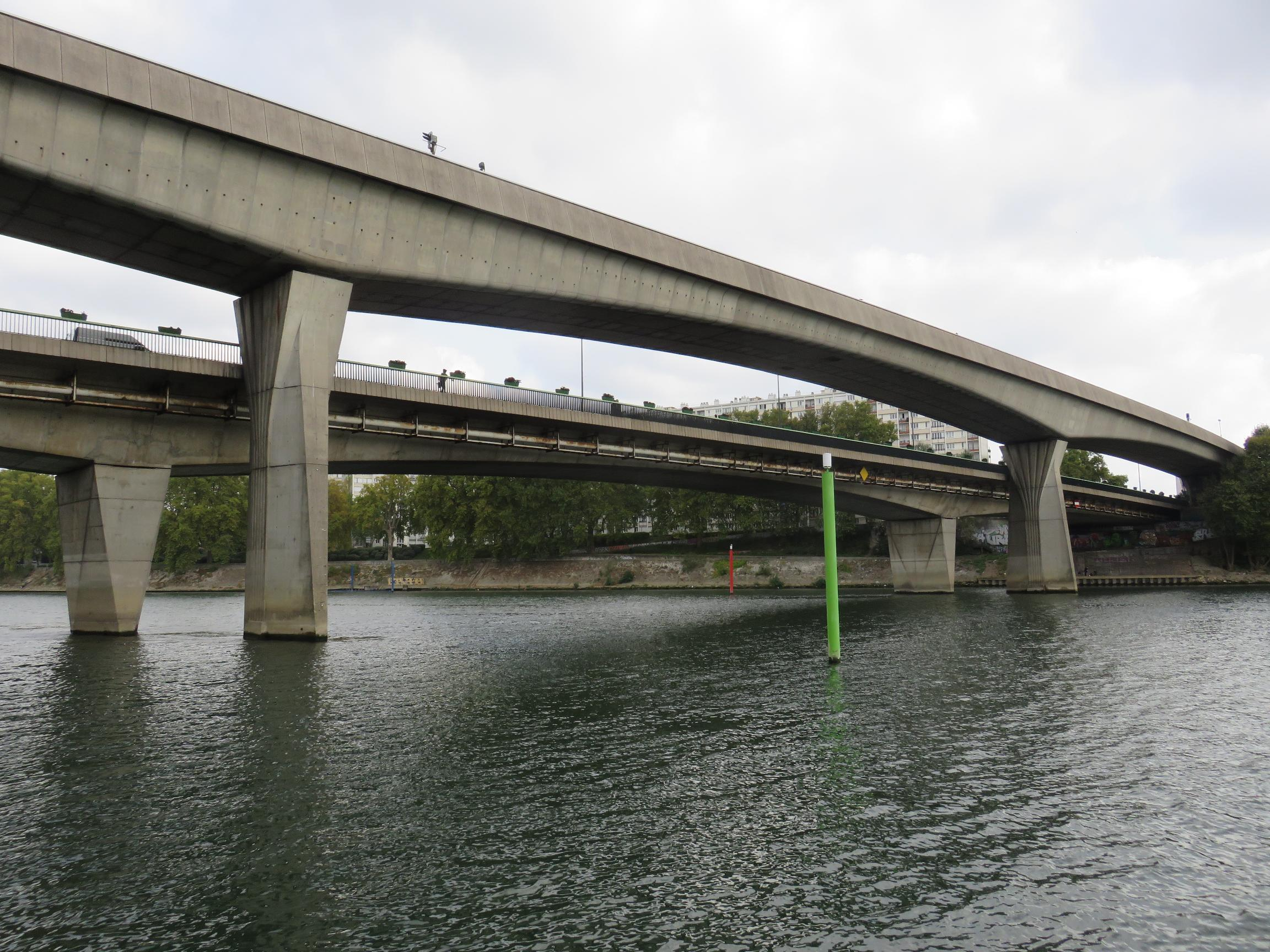
Мост Клиши
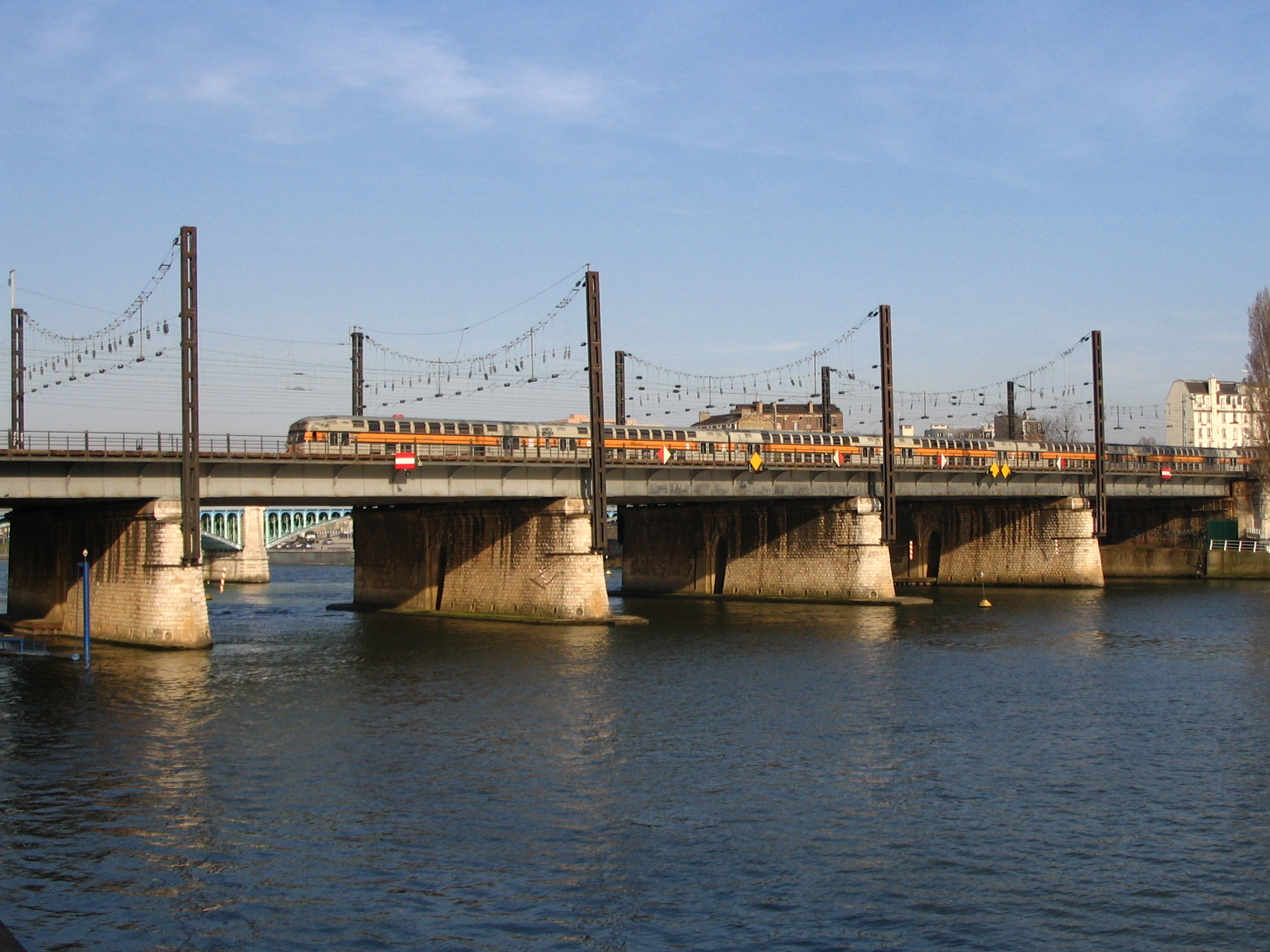
Железнодорожный мост Аньер